# Toni Šunjić
Toni Šunjić (ur. 15 grudnia 1988 w Mostarze) – bośniacki piłkarz pochodzenia chorwackiego, grający na pozycji obrońcy, reprezentant Bośni i Hercegowiny.

## Kariera piłkarska

### Kariera klubowa
W 2007 rozpoczął karierę piłkarską w miejscowym klubie Zrinjski Mostar. W sezonie 2010/11 został wypożyczony do belgijskiego KV Kortrijk. Latem 2011 powrócił do Zrinjski. 1 lutego 2012 podpisał nowy kontrakt z Zorią Ługańsk. W lipcu 2014 przeszedł do Kubania Krasnodar. 27 sierpnia 2015 zasilił skład VfB Stuttgart. Wiosnę 2017 roku spędził we włoskiej Serie A grając dla Palermo, a latem tegoż roku przeszedł do rosyjskiego klubu Dinamo Moskwa.

### Kariera reprezentacyjna
Występował w młodzieżowej oraz pierwszej reprezentacji Bośni i Hercegowiny. Znalazł się w bośniackiej kadrze na MŚ 2014.